# Jassargus prometheus
Jassargus prometheus är en insektsart som beskrevs av Vladimir M. Gnezdilov 1997. Jassargus prometheus ingår i släktet Jassargus och familjen dvärgstritar. Inga underarter finns listade i Catalogue of Life.